# 金英基
金 英基（キム・ヨンギ、朝鮮語: 김영기、1905年1月8日 - 1989年5月1日）は、日本統治時代の朝鮮および大韓民国のジャーナリスト、実業家、政治家。制憲韓国国会議員。本貫は慶州金氏。

## 経歴
京畿道安城郡出身。中東中学校卒、日本大学専門部法科卒または中退。朝鮮日報記者・取締役、新幹会会員、株式会社三益社支配人を経て、解放後は安城郡小作委員会委員、好城産業株式会社専務、朝鮮農工株式会社取締役、安城産業株式会社専務取締役、大韓逓信事業協会理事、平沢税務署所属調査委員、韓国独立党安城郡委員長・中央党執行委員、大韓独立促成国民会安城支部委員長、大韓労総安城支部顧問、大韓農民総同盟安城支部顧問・副委員長、国会懲戒委員会委員長・懲戒資格委員会委員長・財政経済委員会常任委員、京畿道知事、大韓海運公社監事、忠北旅客株式会社社長、制憲同志会総務幹事・副会長を務めた。
1989年5月1日、持病によりソウル市建国大附属民衆病院で死去。享年85。